# انکار بدهی مالی در انقلاب روسیه
در فوریه ۱۹۱۸، پس از انقلاب اکتبر روسیه، عدم بازپرداخت بدهی توسط دولت روسیه شوروی شوک مالی بین‌المللی را برانگیخت و موجب محکومیت آن توسط کلیه قدرت های بزرگ شد. بریتانیایی ها و مخصوصا فرانسوی‌ها میلیون‌ها پوند سرمایه‌گذاری خارجی را در روسیه از دست داده بودند. روسیه شوروی کاملاً از اقتصاد جهانی خارج شد و خود را در انزوا فرو برد که تا جنگ جهانی دوم، این انزوا برقرار ماند.

## از امپراتوری روسیه تا انقلاب اکتبر روسیه

### انقلاب‌ روسیه
در اوایل قرن نوزدهم، امپراتوری روسیه برای افزایش رشد اقتصاد خود، به بازارهای سرمایه عمومی به ویژه بازارهای خارجی و واسطه‌های خارجی روی آورد. تحول از یک نظام فئودالی به یک نظام کاپیتالیستی تا حدودی صورت گرفت به همین سبب نیاز به سرمایه‌گذاری خارجی داشت. تا آن زمان، اقتصاد روسیه عمدتاً تحت سلطه تولیدات کشاورزی و محلی بود، پس بنابراین بازار ملی را تحریک نمی‌کرد. استقراض دولت روسیه برای هر دو بازار مالی داخلی اروپا و روسیه مهم بود. این نیاز دولت برای تأمین بودجه، کسری بودجه بود که باعث تحریک پیشرفت سیستم مالی روسیه شد.

### جنگ جهانی اول

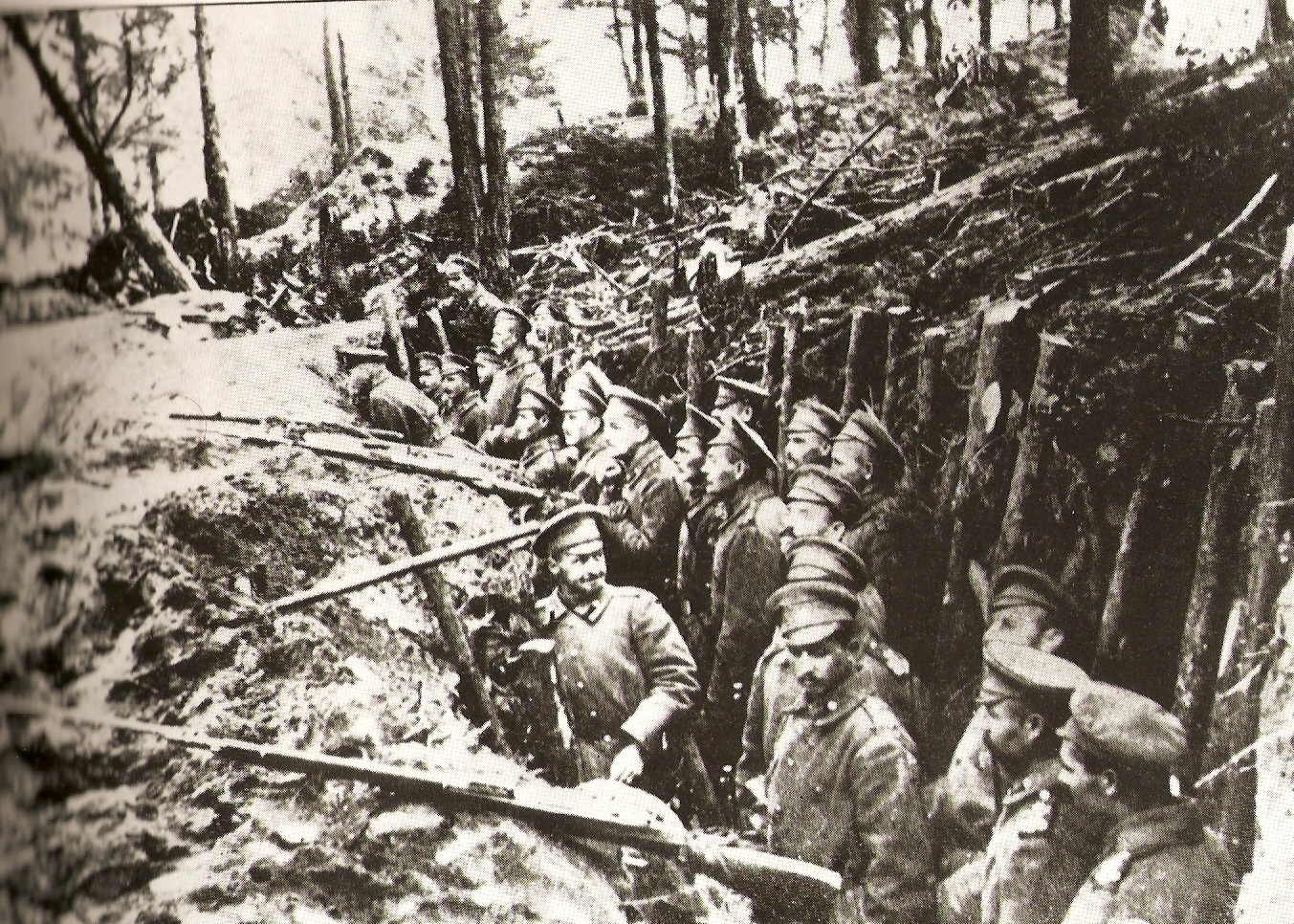
سنگر جنگلی روسیه در نبرد ساریکامیش، ۱۹۱۵–۱۹۱۴

روسیه در ژوئیه سال ۱۹۱۴، وارد جنگ جهانی اول شد. آلمان، فرانسه، بریتانیا و روسیه مدت ها بود که برای همچین جنگی آماده می‌شدند. 
مخارج نظامی روسیه بسیار زیاد بود که برای دولت روسیه فاجعه بار بود.
بین آغاز جنگ و به قدرت رسیدن بلشویک ها، این بدهی به ۳۳۸۵ میلیون پوند افزایش یافت، یعنی حدود ۳٫۵ برابر آنچه که بوده‌است. علاوه بر این، مشارکت روسیه در جنگ جهانی اول منجر به  ۳٬۳۰۰٬۰۰۰ کشته شامل ۱٬۸۰۰٬۰۰۰ سرباز و ۱۵۰٬۰۰۰ غیرنظامی در روسیه بین سال های ۱۹۱۴ تا فوریه سال ۱۹۱۷ شد؛ بنابراین بار جنگ باعث فروپاشی کامل اقتصاد و تغییر در نظام سیاسی روسیه شد.
در ۱۷ فوریه ۱۹۱۷، تزار نیکلای دوم، آخرین امپراتور روسیه، مجبور شد که امضای کناره گیری خود و پایان امپراتوری روسیه و خاندان رومانوف ها را امضا کند. دولت موقت جدید تصمیم به ادامه جنگ گرفت و این به معنای هزینه بیشتر برای ارتش روسیه بود. برای افزایش درآمدهای بودجه، یک انحصار دولتی در زمینه فروش شکر، چای، کبریت، تنباکو و سایر محصولات مصرفی ایجاد شد. هنوز چاپخانه منبع اصلی درآمدها بود. این یک دوره همراه با تورم اقتصادی بالا بود. بلشویک ها در ۲۴ اکتبر ۱۹۱۷، دولت موقت را سرنگون کردند و متعاقباً دولت روسیه شوروی را جایگزین کردند. 
مقدار بدهی روسیه، به طور پیش فرض بسیار زیاد بود. بدهی روسیه به بریتانیا تنها در پایان جنگ جهانی اول بین ۵۳۸ تا ۵۶۸ میلیون پوند، به فرانسه ۳۵۷۳ میلیون فرانک و به ژاپن ۱۴۷ میلیون دلار، تخمین زده شد.

## رد بدهی

### رد بدهی
در ۸ فوریه ۱۹۱۸، دولت روسیه شوروی کلیه اوراق قرضه صادر شده توسط امپراتوری روسیه را رد کرد. این سیستم مالی و اقتصادی در سال ۱۹۱۸ یعنی هنگامی که جمهوری فدراتیو سوسیالیستی روسیه شوروی (RSFSR) پرداخت همه بدهی‌های دولت روسیه را لغو کرد، نابود شد. روسیه شوروی پرداخت بدهی‌های خارجی را در ابتدای سال ۱۹۱۸، متوقف کرد و اعلام کرد که کلیه بدهی‌هایی که توسط امپراتوری روسیه و جمهوری روسیه (دولت موقت قبلی) منعقد شده‌است، لغو شده‌است.

### واکنش طلبکاران
ابطال بدهی خارجی توسط دولت روسیه شوروی باعث ایجاد یک شوک مالی بین‌المللی و تحریک جهانی به متفقین شد. دولتهای غربی متقاعد شده بودند که برای بازگرداندن نظام حاکم بر روسیه به نظامی سرمایه‌داری، باید علناً از نیروهای ضد بلشویک حمایت کنند.
حتی در سال ۱۹۲۴، پس از پایان جنگ داخلی روسیه، دفترچه ماهانه راهنمای سرمایه‌گذاری در لندن، لیست اوراق بهادار روسی را منتشر کرد.

## معاصر
پس از فروپاشی شوروی، فدراسیون روسیه نه تنها باید برای آینده خود یک استراتژی مالی جدید میاورد بلکه باید در نظر می داشت بازپرداخت میلیاردها دلار را که امپراتوری روسیه از کشور های خارجی وام گرفته بود، بازپرداخت کند. در سال ۱۹۹۶، پاریس و مسکو توافق‌نامه ای را برای از بین بردن بدهی روسیه تزاری سابق به امضا رساندند. روسیه بدهی خود را پرداخت کرد اما به آن اندازه که فرزندان خریداران اوراق قرضه فرانسه امیدوار بودند، پرداخت نکرد.